# Белобрюхий тюлень
Белобрюхий тюлень, или средиземноморский тюлень-монах, или тюлень-монах (лат. Monachus monachus) — представитель рода тюлени-монахи (Monachus), семейства Настоящие тюлени (Phocidae). Находится под угрозой исчезновения.
Научное имя — Phoca monachus (буквально «тюлень-монах») — придумал зоолог И. Герман. В конце XVIII века он описал этот вид животных по одному экземпляру, который был пойман в Адриатическом море и доставлен венецианцами ко двору короля Франции. В дальнейшем имя несколько раз менялось и сейчас звучит так: Monachus monachus Hermann, 1779.

## Внешний вид
Для тюленей-монахов характерны следующие признаки: череп с широко расставленными скуловыми дугами (особенно у старых особей) и несколько расширенным носовым отделом. Носовые отростки межчелюстных костей обычно не вклиниваются между носовыми и верхнечелюстными костями. Передний край носовых костей образует два выступа, разделённых выемкой. Костное нёбо имеет дугообразный задний край со срединной угловой вырезкой. В отличие от других тюленевых у тюленей-монахов мощно развит задний отдел нижней челюсти. Имеются крупные предглазничные отростки. Костные слуховые барабаны небольшие, треугольной формы. Костный слуховой проход не согнут в виде колена. Щёчные зубы тесно прилегают друг к другу и, как правило, не имеют дополнительных вершинок (если они имеются, то очень малы). , . Внутренние верхние резцы имеют уплощённые корни. Задние ласты с довольно глубокой срединной вырезкой и широкими крайними лопастями. Когти на них очень малы. На передних ластах первый палец наиболее длинный, остальные постепенно уменьшаются к пятому; когти хорошо развиты, широкие. Волосяной покров низкий, жёсткий и гладкий, плотно прилегающий к телу. Вибриссы гладкие, овальные в поперечнике. Окраска спины от тёмно-серой до черновато-бурой; на брюхе более светлая. Хромосом в диплоидном наборе 34. Длина тела этого вида 210—250 см.

## Современное распространение и исторический ареал
Первые сведения о средиземноморских тюленях принадлежат античным авторам. Гомер, Аристотель, Плутарх и  Плиний Старший отмечали смышлёность животных - тюлени отзывались рычанием, когда их окликали по имени.  В те времена тюлени меньше боялись человека. Древние греки охотились на них и, вместе с тем, уважительно к ним относились, считая богов Аполлона и Посейдона покровителями тюленей. Римляне были первыми, кто всерьёз взялся за истребление этого тюленя. Имеющиеся данные свидетельствуют о том, что этот вид был сильно истощен в римскую эпоху. Из-за своего доверчивого характера они были лёгкой добычей охотников и рыбаков, использующих дубинки, копья и сети. После падения империи снижение спроса позволило тюленям-монахам временно восстановиться, но не до прежнего уровня популяции.
В водах Чёрного моря тюлень-монах единичными особями встречался до конца прошлого (XX) столетия. Первое упоминание о тюленях, обитающих в Черноморском бассейне, относится к 1785 году, когда К. Габлиц  сообщал, что они живут в Чёрном и Азовском морях, «но редко показываются у берегов, исключая Севастопольскую гавань, где против других мест бывают замечены чаще».
Ещё во второй половине XIX века небольшое число тюленей-монахов проживало на территории Западного Крыма к северу от Евпатории, они также встречались на Южном берегу Крыма от Севастополя до Судака, где побережье изобилует труднодоступными пляжами, бухточками и пещерами. Бурное развитие туризма привело к быстрому сокращению количества тюленей в Крыму, и уже в 1913 году был отмечен последний случай встречи с тюленем возле Севастополя. В 1950 году возле берегов Крыма тюлень-монах случайно попался в ставные сети. До 1940-х отдельные звери изредка встречались на песчаных отмелях в Дунайской дельте, а также у острова Змеиного и берегов Крыма. Так в Д. дельте за период с 1946 по 1951 год было пять случаев попадания тюленей на так называемые самоловные крючья, которыми в то время промышляли осетровых против дельты Дуная.
Относительно большое количество тюленей обитало до XVIII - середины XIX века на болгарском побережье Чёрного моря между Варной и Бургасом. Возле одного из прибрежных сёл там их водилось так много, что село так и назвали - Тюленево. К сожалению, в Болгарии очень предвзято относились к морскому обитателю, полагая, что он рвёт сети и поедает всю рыбу, поэтому рыбаки старательно его уничтожали. Считается что в последний раз тюленя-монаха видели в Болгарии 8 декабря 1996 года, с тех пор  данных о встречах с ним не поступало.
Черноморское побережье Турции между Гиресуном и Трабзоном являлось третьей крупной локацией обитания тюленя-монаха. Во время Османской империи данная местность являлась местом добычи жира и кустарного производства сандалий и головных уборов из кожи тюленя, причём подобная деятельность процветала вплоть до конца 1940-х годов. Последний раз тюлени здесь были отмечены в 1997 году. В настоящее время в морях акватории Турции маловероятно увидеть живого тюленя. Что касается акватории Чёрного моря, то в нём он или вымер полностью, или находится на грани вымирания. Однако в 1950-х годах, тюленей-монахов можно было увидеть даже в таком месте как пролив Босфор (где он даже размножался). В Турции в период с 1965 по 1977 год двадцать животных были отловлены для показа туристам и продажи в зоопарки.
В водах Средиземного моря и Атлантического океана обитала основная часть популяции этого вида, остатки которой в количестве нескольких сотен особей сохранились и сейчас.
Когда-то средиземноморский тюлень-монах занимал широкий географический ареал. Его колонии были обнаружены по всему Средиземному, Мраморному и Чёрному морям. Этот вид населял всё атлантическое побережье Португалии, Африки  (вплоть до Сенегала и Гамбии), а также островов Кабо-Верде, Канарских островов, Мадейры и Азорских островов. Однако совсем недавно этот вид исчез из большей части своего прежнего ареала, при этом наиболее сильное сокращение и фрагментация произошли в XX веке. В список стран и островных групп, где тюлени-монахи были истреблены в прошлом столетии, входят Франция и Корсика, Испания и Балеарские острова, Италия и Сицилия, Египет, Израиль и Ливан. Monachus monachus также можно считать фактически вымершим видом на Сардинии, на побережье Адриатического моря и на островах Хорватии, а также в Мраморном море. Сообщения также предполагают, что тюлень-монах, возможно, был искоренен в Тунисе. По сообщениям несколько особей выживают на средиземноморском побережье Марокко.
В результате этого сокращения ареала тюлени-монахи фактически сократились до двух популяций: одна в северо-восточном Средиземноморье, а другая в северо-восточной Атлантике, у побережья северо-западной Африки. Обмен между двумя популяциями считается маловероятным, учитывая большие расстояния, разделяющие их.  Жизнеспособные колонии тюленей в настоящее время сохранились на Азорских островах, Мадейре, в районе границы Западной Сахары и Мавритании, а также на некоторых островах Эгейского моря, острове Монте Кристо.

## Причины сокращения численности
Человеческая деятельность вызывает массовое строительство туристических объектов в естественных бухтах, загрязнение морской среды, преднамеренный отстрел тюленей (в прошлом в форме охоты на их шкуру и жир) и незаконный промысел (особенно с помощью дрифтеров, траулеров и сейнеров). К сожалению,  эти действия в большинстве случаев не контролируются должным образом.
Пять факторов играют роль в исчезновении этого редкого вида:
1. Ухудшение состояния прибрежной среды обитания: Наиболее важной причиной сокращения численности средиземноморского тюленя-монаха (и его исчезновения из большей части прежнего ареала) является ухудшение состояния прибрежной среды обитания. Местами обитания тюленя-монаха являются нетронутые и отдаленные побережья, которые до сих пор сохраняют свой естественный вид. Многие из таких нетронутых территорий постепенно приходят в упадок. Вследствие того, что вдоль побережий открываются дороги, а строительство  домов и развитие туризма разрушают природные характеристики и своеобразие побережий, отдалённость прибрежных районов не спасает их от освоения и они оставляются тюленями-монахами.
2. Перелов и незаконный промысел: потребляемые человеком морепродукты (такие как некоторые товарные виды  рыбы, осьминогов и омаров) состоят из пищи тюленей-монахов. Рыбные запасы сокращаются в основном из-за незаконных и/или чрезмерных методов рыболовства (траулеры, кошельковые сейнеры, подводная охота с аквалангом или фонарём). Всё это в результате очень негативно сказывается как на тюленях, добывающих свой корм на мелководье, так и на мелких некоммерческих рыбаках-любителях. Нехватка корма у тюленей имеет  прямое влияние на физиологию и успешность размножения животных, в то время как прибрежные рыбаки страдают от снижения доходов и снижения уровня их жизни.
3. Смерти:  Неестественные смерти тюленей случаются двумя способами; 1- преднамеренное убийство и 2- запутывание детёнышей и молоди в рыболовных сетях.
Из-за сокращения запасов рыбы конкуренция между тюленями и мелкими рыбаками возрастает, поскольку они охотятся в одних и тех же водах. Рыбаки Турции, Греции, Израиля и Египта зачастую проявляют негативную реакцию на тюленей и морских черепах, даже в том случае, если они несут небольшие потери рыбы из-за них. Зафиксированы многочисленные случаи убийства рыбаками морских черепах и тюленей как из-за конкурентных отношений, так и из-за повреждений этими животными рыбацких сетей. Уровень агрессии со стороны рыбаков, производящих лов крючковыми снастями, не так высок.
4. Нарушения в пещерах тюленей-монахов: Основными местами, где тюлени-монахи выживают (размножаются, выращивают детёнышей, прячутся и отдыхают), являются прибрежные пещеры с входом либо под водой, либо с поверхности. Пещеры эти зачастую были покинуты тюленями из-за беспокойства их дайверами.
Пещеры, которые, как правило, имеют подводный вход, посещаются, чтобы показать тюленей-монахов в их естественной среде. Следовательно, пещеры могут быть покинуты тюленями из-за стресса. Хотя проникновение в пещеры тюленей-монахов запрещено согласно соответствующим постановлениям, некоторые дайвинг-компании намеренно направляют туристов в пещеры тюленей-монахов, особенно этот бизнес развит в регионах Турции. Из-за природы прибрежных пещер (удалённость и спорадическое распространение пещер, а также труднодоступность мест) частое патрулирование компетентными органами для контроля за незаконными погружениями в пещеры тюленей является сложной проблемой.
5. Загрязнение морской среды:  В результате загрязнения морской среды тюлени-монахи постепенно всё меньше используют свою среду обитания, что в конечном итоге может привести к отказу от таких пещер. Утверждается, что тела средиземноморских тюленей-монахов накапливают тяжелые металлы, что доказано научными исследованиями. В значительной мере в загрязнении вод Чёрного и Средиземного морей повинны пестициды и продукты их распада. Во многих местах Средиземного и Чёрного морей рыба (вследствие повсеместно происходящей с середины XX века интенсификации сельского хозяйства) становится непригодной для пищи, а вода классифицируется как "очень загрязнённая".
Непредвиденные или случайные события, такие как эпидемии болезней, токсичные водоросли или разливы нефти, также могут угрожать выживанию тюленя-монаха. Летом 1997 года две трети крупнейшей выжившей популяции средиземноморских тюленей-монахов были уничтожены в течение двух месяцев в регионе Кабо-Бланко (Кот-де-Фок), расположенном в Западной Сахаре. В то время, как мнения о точных причинах этой эпидемии резко расходятся, массовое вымирание подчеркнуло шаткое положение вида, который уже считался находящимся под угрозой исчезновения во всем своем ареале.

## Образ жизни и питание
Средиземноморские тюлени-монахи предпочитают скрытную оседлую жизнь вдали от освоенных человеком мест, что объясняется стремлением спастись от посторонних глаз и агрессивных действий. Они, как настоящие монахи, селятся небольшими группами-колониями на относительно безлюдных труднодоступных островах и скалистых побережьях, укрываясь в пещерах с подводными входами, просторными залами и участками суши, пригодными для отдыха и воспитания потомства.
В рацион животных входят как крупная рыба (камбала, скумбрия, пеламида), так и мелкая (килька и хамса). В Чёрном море питались главным образом камбалой, в меньшей мере — макрелью и анчоусами.
Белобрюхий тюлень - только один из трёх видов рода Monachus. Родственные виды - карибский и гавайский тюлени-монахи — обитают у атлантических и тихоокеанских берегов Америки. Примечательно, что все три вида водятся в субтропической зоне, где не встречаются другие представители подотряда настоящих тюленей.
Естественными врагами ластоногих могут являться такие морские животные, как, например, акулы.
Общая численность средиземноморского тюленя по всему ареалу критически мала и в целом не превышает пятисот особей.

## Социальная структура и размножение
Спаривание, по-видимому, приходится на осенний период или конец лета. Самка рождает одного детёныша раз в два года после 10-11-месячной беременности. Он появляется на свет на берегу осенью (по другим данным летом, по третьим — зимой или ранней весной) и проводит на суше 2-4 месяца, питаясь молоком матери (лактация составляет 6-8 недель), которая продолжает опекать детёныша до 3-летнего возраста. По достижении четырёх лет молодые звери способны к размножению. Продолжительность жизни тюленя-монаха оценивается в 30 — 40 лет.